# Домбровский, Иван Петрович
Иван Петрович Домбровский (укр. Іван Петрович Домбровський; род. 6 марта 1947, село Цехановка Красноокнянского района Одесской области) — судья высшего квалификационного класса, заслуженный юрист Украины. Ранее — судья КС Украины (избран в ноябре 2005 года, вступил в должность в августе 2006 года, ушёл в отставку в сентябре 2010 года; был председателем КС Украины с сентября 2006 по май 2007 года), секретарь пленума Верховного суда Украины (2003—2005 годы), судья Верховного суда Украины (1997—2003 годы), судья в Черновицкой области (1976—1997 годы).

## Биография
Иван Петрович Домбровский родился 6 марта 1947 года в крестьянской семье в селе Цехановка Красноокнянского района Одесской области Украинской ССР. Трудовую деятельность он начал в 1965 году, устроившись электросварщиком в Одесский судоремонтный завод № 1. Кроме того, известно, что Домбровский проходил срочную военную службу.
С 1971 года Домбровский работал в Черновицкой области Украинской ССР: до 1976 года он был нотариусом Кельменецкой районной нотариальной конторы. В 1975 году Домбровский окончил юридический факультет Одесского государственного университета имени Мечникова. В 1976 году его избрали народным судьёй Сокирянского районного народного суда Черновицкой области, а в 1982 году — председателем Сторожинецкого народного районного суда. В 1991 году Домбровского избрали судьёй Черновицкого областного суда. В начале 1990-х годов, когда ему не предоставляли положенную по закону жилплощадь, он подал иск в суд, после чего местный исполком предоставил Домбровскому двухкомнатную квартиру ещё до вынесения судебного решения.
В марте 1997 года Домбровский был избран судьёй Верховного суда Украины, став членом коллегии по гражданским делам. В 2003 году он занял должность секретаря пленума Верховного суда Украины. С 1998 года Домбровский проводил семинары для судей и журналистов о практике рассмотрения дел по искам к средствам массовой информации. Подчёркивая факт существования устаревшего законодательства в сфере свободы слова, он выступал за ограничение размера компенсации морального ущерба, нанесённого СМИ, который должен устанавливаться судьёй исходя из оценки реально нанесённого ущерба и финансовых возможностей конкретного издания. За время работы в Верховном суде Домбровский написал около двух десятков особых мнений, выражавших его несогласие с решением большинства — коллегии судей. По словам Домбровского, наличие особого мнения хотя и не может служить основанием для пересмотра дела, частично раскрывает тайну совещательной комнаты и позволяет судье откреститься от обвинений в получении взятки.
3 декабря 2004 года, в разгар «оранжевой революции», Домбровский в составе судейской коллегии под председательством Анатолия Яремы проголосовал за решение, которым отменялись результаты второго тура президентских выборов, в соответствии с которыми победу одержал Виктор Янукович, а Центральной избирательной комиссии поручалось назначить переголосование — третий тур, по итогам которого президентом Украины стал Виктор Ющенко. 20 января 2005 года почти тот же состав судей, включая Домбровского, отклонил жалобу Януковича, в которой тот требовал признать, что нарушения в ходе третьего тура повлияли на результат волеизъявления граждан, и отменить результаты выборов.
3 ноября 2005 года Домбровский был избран судьёй Конституционного суда Украины (КС). В тот день в Киеве проходил седьмой съезд судей Украины, на котором должны были быть избраны пять судей КС Украины. В соответствии с регламентом съезда, для получения этой должности во время голосования кандидат должен был набрать более половины голосов делегатов. Всего было выставлено двадцать кандидатур. Так как по результатам тайного голосования нужное количество голосов набрал только один кандидат — председатель Апелляционного суда Харьковской области Василий Бринцев, для избрания остальных судьёй КС было принято решение провести повторное тайное голосование, в ходе которого Домбровский получил 308 из 515 голосов делегатов съезда.
Несмотря на итоги седьмого съезда судей Украины, Домбровский смог вступить в должность судьи КС лишь через десять месяцев. В соответствии с конституцией Украины, КС страны состоит из восемнадцати судей. Президент страны, парламент и съезд судей выбирают и утверждают по шесть судей КС сроком на девять лет без права назначать одного и того же человека на повторный срок. С октября 2005 года КС Украины фактически перестал работать: большинство прежних судей сложили свои полномочия, а новые не могли официально вступить в должность. Это произошло из-за того, что Верховная рада не только никак не могла выбрать кандидатов по своей квоте, но и не приводила к присяге судей, назначенных президентом страны и избранных съездом судей.
4 августа 2006 года Домбровский официально вступил в должность судьи КС Украины, после того как украинский парламент утвердил кандидатов по своей квоте и привёл к присяге всех четырнадцать новых судей. В обновлённом составе осталось лишь четверо «старых» судей, занявших свои должности в 2001—2004 годах и имевших опыт работы в КС. С 7 августа 2006 года Домбровский стал исполнять обязанности председателя КС Украины: согласно установленному порядку, эта должность досталась самому старшему из судей.
19 сентября 2006 года на специальном пленарном заседании Домбровский был избран председателем КС Украины: его кандидатуру поддержали 12 из 18 судей. Согласно украинской конституции, его пребывание на данном посту было ограничено одним трёхгодичным сроком. Кроме того, из-за предельного 65-летнего возраста для судей Конституционного и Верховного судов Украины Домбровский не мог занимать свою должность после марта 2012 года. По мнению экспертов, Домбровский получил должность председателя КС Украины благодаря большому опыту работы и широкому кругу профессиональных связей среди адвокатов.
Вскоре после своего избрания председателем Домбровский заявил, что не собирается превращать КС Украины в арбитра в спорах между президентом, правительством и парламентом страны, несмотря на большое количество находящихся в производстве дел по их представлению. По его словам, КС не должен выносить решения наспех, так как в каждом случае подразумевается длительная процедура рассмотрения дела с получением заключений экспертов, учёных, международных организаций.
Домбровский сообщил, что попросит судей КС начать работу с рассмотрения дела о толковании определённых законов о пенсионном обеспечении военнослужащих, так как это дело касалось нескольких тысяч людей пожилого возраста, для которых ожидать решения годами обременительно. Ранее, ещё будучи секретарём пленума Верховного суда Украины, Домбровский посоветовал инициативной группе, представлявшей интересы пенсионеров-военнослужащих, обратиться в КС. Другим первоочередным делом он назвал подобное обращение, связанное с социальным обеспечением прокурорских работников. На вынесение решения по первому делу Домбровский отвёл около ста дней.
4 апреля 2007 года Домбровский подал в отставку с поста председателя КС Украины — после того, как в стране разразился очередной кризис власти, разрешение которого было возложено на КС. 2 апреля 2007 года президент Ющенко подписал указ о досрочном прекращении полномочий Верховной рады, назначив внеочередные выборы парламента на 27 мая 2007 года. В свою очередь, 255 депутатов правящей коалиции и правительство Виктора Януковича отказались подчиниться президентскому указу до соответствующего решения КС Украины. 2 апреля 2007 года в КС было направлено представление 53 депутатов по поводу соответствия указа о роспуске Верховной рады конституции страны. В ответ 3 апреля 2007 года Ющенко направил представление по поводу соответствия конституции постановления правительства, поддержавшего парламент и отказавшегося финансировать досрочные выборы. В тот же день, 4 апреля 2007 года, судьи КС рассмотрели заявление Домбровского и большинством голосов отказали ему в праве на отставку, оставив на посту председателя суда.
Вечером 17 мая 2007 года Домбровский покинул пост председателя КС Украины. По некоторым сведениям, в тот день в КС не было четверых судей, поддерживавших Ющенко. Зато на работу вернулись трое судей, ранее уволенных президентом: Сюзанна Станик, Владимир Иващенко и Валерий Пшеничный. Они предъявили Домбровскому судебное определение Каменобродского районного суда Луганской области, приостановившего действие указов Ющенко об увольнении судей. Затем Домбровский написал заявление об отставке, на основании которого в ходе закрытого заседания судьи освободили его от должности председателя КС. Согласно регламенту, исполняющим обязанности председателя стал самый старший заместитель Домбровского — Пшеничный. Покинув пост председателя, Домбровский стал рядовым судьёй КС Украины. Заместитель главы секретариата президента Украины расценил действия ранее уволенных судей КС как захват власти.
В дальнейшем Домбровский продолжал работать в качестве рядового судьи КС вплоть до лета 2010 года. В июне 2010 года спикер Верховной рады Владимир Литвин обратился в Совет судей Украины с письмом, в котором он просил рассмотреть вопрос о замене судей, делегированных в КС съездом судей, в том числе Домбровского. Основанием для замены стало то, что в 2006 году, переходя на работу в Конституционный суд из Верховного суда, эти судьи написали заявления не о переходе на новое место работы, а об отставке с поста судьи. В то же время в прессе высказывалось мнение, что таким образом пришедшая в 2010 году к власти Партия регионов пыталась избавиться от судей, лояльных по отношению к «оранжевым» партиям.
21 июня 2010 года на заседании президиума Совета судей Украины было объявлено об отстранении Домбровского, а также ещё двух судей КС от работы на неопределённый срок. Вскоре выяснилось, что им было лишь рекомендовано воздержаться от участия в заседаниях КС, причём этой рекомендации судьи не последовали. В сентябре 2010 года Домбровский в числе нескольких других судей КС подал заявление об отставке, в связи с чем 9 сентября его полномочия были прекращены.
Домбровский является судьёй высшего квалификационного класса и имеет почётное звание заслуженного юриста Украины.